# بایتانگ، گوانگدونگ
بایتانگ، گوانگدونگ (به لاتین: Baitang) یک شهرک در جمهوری خلق چین است که در بولاو واقع شده‌است. بایتانگ ۲۶۴٫۲۴ کیلومتر مربع مساحت و ۵۶٬۷۰۰ نفر جمعیت دارد.